# طاهر یولداشف
طاهر یولداشف (به ازبکی: Tohir Abdulxalil ug‘li Yoʻldoshev، طاهر عبدالخلیل‌اوغلی یۉلداشېف) یکی از رهبران جنبش اسلامی ازبکستان است. وی به همراه جمعه بای نمنگانی رهبر نظامی این حزب توانست تحرکاتی را در آسیای میانه به وجود آورد. وی از سوی دولت ازبکستان به اعدام محکوم شده‌است.